# Danceでバコーン!
「Danceでバコーン!」（ダンスでバコーン!）は、℃-uteのメジャー13枚目（通算17枚目）のシングル。2010年8月25日にzetimaから発売された。

## 概要
- 初回生産限定盤A、BはCD+DVDで、通常盤はCDのみである。また、初回生産限定盤A、初回生産限定盤B、通常盤ともイベント抽選シリアルナンバーカードが封入されている。
- プロデューサーのつんく♂いわく、「バコーン」は「爆音」をあえてカタカナで表記したもの[1][2]。
- センターは矢島舞美。メインボーカルは矢島舞美、鈴木愛理。[要出典]

## 収録曲
全作詞・作曲：つんく
1. Danceでバコーン!
編曲：鈴木俊介
2. これ以上 嫌われたくないの
編曲：平田祥一郎
3. Danceでバコーン! (Instrumental)

初回生産限定盤A付属DVD
1. Danceでバコーン! (Dance Shot Ver.)

初回生産限定盤B付属DVD
1. Danceでバコーン! (Close-up Ver.)

## 参加ミュージシャン
Danceでバコーン!
- プログラミング＆ギター：鈴木俊介
- コーラス：CHINO

これ以上 嫌われたくないの
- プログラミング：平田祥一郎
- コーラス：つんく

## カバー
Danceでバコーン!
- 転校少女* - アルバム『LOVE IDOL PROJECT』（2021年11月30日発売）に収録[3]。